# John Douglas (lithotomiste)
John Douglas est un chirurgien lithotomiste écossais, mort le 25 juin 1743. Il est le frère de James Douglas, médecin de la reine.
Il fut chirurgien à l’infirmerie de Westminster et élu membre de la Royal Society en 1720.

## Œuvres
Il était l'auteur de plusieurs traités médicaux controversés, critiquant les travaux de Chamberlain, Chapman et Cheselden, dont la plupart sont maintenant oubliés.
Son livre sur la lithotomie, Lithotomia, a été traduit en français en 1724 sous le titre : Nouvelle manière de faire l'opération de la taille, pratiquée par M. Douglass,... On y a ajouté ce que le judicieux Rousset a écrit sur ce sujet, le traité de M. Cheselden sur l'opération de la taille par le haut appareil, et la savante thèse de M. Pietre,... Traduit de l'anglois par Noguez, Paris, C. Labottière,

## Source
- Wikipedia anglais

- VIAF
- ISNI
- BnF (données)
- IdRef
- LCCN
- GND
- Pays-Bas
- Suède
- Norvège
- WorldCat